# Collegio elettorale di Formia (Camera dei deputati)
Il collegio di Formia fu un collegio elettorale uninominale della Repubblica Italiana per l'elezione della Camera dei deputati. Apparteneva alla circoscrizione Lazio 2 e fu utilizzato per eleggere un deputato nella XII, XIII e XIV legislatura.
Venne istituito nel 1993 con la cosiddetta Legge Mattarella (Legge n. 277, Nuove norme per l'elezione della Camera dei deputati), attuata in seguito al referendum abrogativo del 1993. La legge istituì per la Camera dei deputati e per il Senato della Repubblica un sistema di elezione misto, in parte maggioritario e in parte proporzionale. Il 75% dei parlamentari dell'assemblea veniva eletto in collegi uninominali tramite sistema maggioritario a turno unico; il restante 25% alla Camera veniva eletto tramite sistema proporzionale con liste bloccate.
Il collegio venne abolito insieme a tutti gli altri che costituivano la Camera con la promulgazione della legge elettorale successiva, la cosiddetta Legge Calderoli. Questa prevedeva un sistema proporzionale con premio di maggioranza, che alla Camera veniva attribuito a livello nazionale.

## Territorio
Il collegio di Formia era uno dei 43 collegi uninominali in cui era suddiviso il Lazio e, come previsto dal D.Lgs. del 20 dicembre 1993 n. 536, era compreso nelle provincie di Frosinone e di Latina e comprendeva i seguenti comuni: Ausonia, Campodimele, Castelforte, Castelnuovo Parano, Coreno Ausonio, Formia, Gaeta, Itri, Lenola, Minturno, Ponza, Santi Cosma e Damiano, Sperlonga, Spigno Saturnia e Ventotene.

## Eletti
| Elezione | Elezione                 | Deputato         | Partito                    |
| -------- | ------------------------ | ---------------- | -------------------------- |
|          | 1994                     | Gianfranco Conte | Polo del Buon Governo (FI) |
| 1996     | Polo per le Libertà (FI) | Gianfranco Conte |                            |
| 2001     | Casa delle Libertà (FI)  | Gianfranco Conte |                            |

## Dati elettorali

### XII legislatura

#### Risultati proporzionale
| Coalizioni        | Coalizioni                      | Liste                           | Liste                              | Voti   | %     |
| ----------------- | ------------------------------- | ------------------------------- | ---------------------------------- | ------ | ----- |
|                   | Polo del Buon Governo           |                                 | Forza Italia                       | 17.343 | 24,22 |
|                   | Polo del Buon Governo           | Alleanza Nazionale              | 15.411                             | 21,52  |       |
| Totale coalizione | Totale coalizione               | 32.754                          | 45,74                              |        |       |
|                   | Progressisti                    |                                 | Partito Democratico della Sinistra | 12.272 | 17,14 |
|                   | Progressisti                    | Rifondazione Comunista          | 4.790                              | 6,69   |       |
|                   | Progressisti                    | Alleanza Democratica            | 2.472                              | 3,45   |       |
|                   | Progressisti                    | Partito Socialista Italiano     | 2.283                              | 3,19   |       |
| Totale coalizione | Totale coalizione               | 21.817                          | 30,47                              |        |       |
|                   | Patto per l'Italia              |                                 | Partito Popolare Italiano          | 12.733 | 17,78 |
|                   | Lista Pannella                  | Lista Pannella                  | Lista Pannella                     | 3.627  | 5,06  |
|                   | Movimento Cristiano Democratico | Movimento Cristiano Democratico | Movimento Cristiano Democratico    | 682    | 0,95  |
| Totale            | Totale                          | Totale                          | Totale                             | 71.613 |       |

#### Risultati uninominale
|                               | Gianfranco Conte ✔️ Eletto | Polo del Buon Governo (FI - AN - CCD - UDC - PLD) | 29 894 | 41,63 |  |  |  |  |  |
|                               | Ugo Rivera                 | Progressisti                                      | 23 379 | 32,56 |  |  |  |  |  |
|                               | Clemente Carta             | Patto per l'Italia                                | 18 539 | 25,82 |  |  |  |  |  |
| Totale                        | Totale                     | Totale                                            | 71 812 | 100   |  |  |  |  |  |
|                               |                            |                                                   |        |       |  |  |  |  |  |
| Fonte: Ministero dell'interno |                            |                                                   |        |       |  |  |  |  |  |

### XIII legislatura

#### Risultati proporzionale
| Coalizioni        | Coalizioni                         | Liste                                     | Liste                              | Voti   | %     |
| ----------------- | ---------------------------------- | ----------------------------------------- | ---------------------------------- | ------ | ----- |
|                   | Polo per le Libertà                |                                           | Alleanza Nazionale                 | 17.899 | 24,80 |
|                   | Polo per le Libertà                | Forza Italia                              | 16.669                             | 23,10  |       |
|                   | Polo per le Libertà                | CCD-CDU                                   | 8.164                              | 11,31  |       |
| Totale coalizione | Totale coalizione                  | 42.732                                    | 59,21                              |        |       |
|                   | L'Ulivo                            |                                           | Partito Democratico della Sinistra | 11.332 | 15,70 |
|                   | L'Ulivo                            | Popolari per Prodi (PPI-SVP-PRI-UD-Prodi) | 5.920                              | 8,20   |       |
|                   | L'Ulivo                            | Rinnovamento Italiano                     | 3.447                              | 4,78   |       |
|                   | L'Ulivo                            | Federazione dei Verdi                     | 1.922                              | 2,66   |       |
| Totale coalizione | Totale coalizione                  | 22.621                                    | 31,34                              |        |       |
|                   | Progressisti                       |                                           | Rifondazione Comunista             | 5.353  | 7,42  |
|                   | Movimento Sociale Fiamma Tricolore | Movimento Sociale Fiamma Tricolore        | Movimento Sociale Fiamma Tricolore | 1.462  | 2,03  |
| Totale            | Totale                             | Totale                                    | Totale                             | 72.168 |       |

#### Risultati uninominale
|                               | Gianfranco Conte ✔️ Eletto | Polo per le Libertà | 36 625 | 51,59 |  |  |  |  |  |
|                               | Silvio D'Arco              | L'Ulivo             | 29 972 | 42,22 |  |  |  |  |  |
|                               | Adalgiso Ferrucci          | Fiamma Tricolore    | 4 394  | 6,19  |  |  |  |  |  |
| Totale                        | Totale                     | Totale              | 70 991 | 100   |  |  |  |  |  |
|                               |                            |                     |        |       |  |  |  |  |  |
| Fonte: Ministero dell'interno |                            |                     |        |       |  |  |  |  |  |

### XIV legislatura

#### Risultati proporzionale
| Coalizioni        | Coalizioni              | Liste                                 | Liste                   | Voti   | %     |
| ----------------- | ----------------------- | ------------------------------------- | ----------------------- | ------ | ----- |
|                   | Casa delle Libertà      |                                       | Forza Italia            | 25.234 | 34,93 |
|                   | Casa delle Libertà      | Alleanza Nazionale                    | 9.794                   | 13,56  |       |
|                   | Casa delle Libertà      | CCD-CDU                               | 5.967                   | 8,26   |       |
|                   | Casa delle Libertà      | Nuovo PSI                             | 1.545                   | 2,14   |       |
| Totale coalizione | Totale coalizione       | 42.540                                | 58,89                   |        |       |
|                   | L'Ulivo                 |                                       | Democratici di Sinistra | 10.452 | 14,47 |
|                   | L'Ulivo                 | La Margherita (Dem - PPI - RI- UDEUR) | 6.314                   | 8,74   |       |
|                   | L'Ulivo                 | Il Girasole (FdV - SDI)               | 1.281                   | 1,77   |       |
|                   | L'Ulivo                 | Comunisti Italiani                    | 895                     | 1,24   |       |
| Totale coalizione | Totale coalizione       | 18.942                                | 26,22                   |        |       |
|                   | Lista Di Pietro         | Lista Di Pietro                       | Lista Di Pietro         | 4.259  | 5,89  |
|                   | Rifondazione Comunista  | Rifondazione Comunista                | Rifondazione Comunista  | 2.828  | 3,91  |
|                   | Democrazia Europea      | Democrazia Europea                    | Democrazia Europea      | 1.912  | 2,65  |
|                   | Lista Pannella - Bonino | Lista Pannella - Bonino               | Lista Pannella - Bonino | 1.507  | 2,09  |
|                   | Paese Nuovo             | Paese Nuovo                           | Paese Nuovo             | 199    | 0,28  |
|                   | Abolizione scorporo     | Abolizione scorporo                   | Abolizione scorporo     | 62     | 0,09  |
| Totale            | Totale                  | Totale                                | Totale                  | 72.249 |       |

#### Risultati uninominale
|                               | Gianfranco Conte ✔️ Eletto | Casa delle Libertà | 38 221 | 51,70 |  |  |  |  |  |
|                               | Sandro Bartolomeo          | L'Ulivo            | 28 954 | 39,16 |  |  |  |  |  |
|                               | Giuseppona Schettino       | Lista Di Pietro    | 3 898  | 5,27  |  |  |  |  |  |
|                               | Giuseppe Romano            | Democrazia Europea | 2 862  | 3,87  |  |  |  |  |  |
| Totale                        | Totale                     | Totale             | 73 935 | 100   |  |  |  |  |  |
|                               |                            |                    |        |       |  |  |  |  |  |
| Fonte: Ministero dell'interno |                            |                    |        |       |  |  |  |  |  |